# Campionati mondiali di biathlon estivo
I Campionati mondiali di biathlon estivo sono una competizione sportiva organizzata dall'Unione Internazionale Biathlon (IBU), in cui si assegnano i titoli mondiali delle diverse specialità del biathlon estivo. Si disputano ogni anno a differenza.
I primi Campionati mondiali di biathlon si tennero nel 2000, con competizioni sia maschili che femminili. 
In occasione delle edizioni dal 2006 al 2009 si sono svolti insieme le competizioni sia con gli skiroll che di corsa.

## Edizioni
| Anno           | Città                | Nazione       |
| -------------- | -------------------- | ------------- |
| Cross          |                      |               |
| 1996           | Hochfilzen           | Austria       |
| 1997           | Cracovia             | Polonia       |
| 1998           | Osrblie              | Slovacchia    |
| 1999           | Minsk                | Bielorussia   |
| 2000           | Chanty-Mansijsk      | Russia        |
| 2001           | Duszniki-Zdrój       | Polonia       |
| 2002           | Jablonec nad Nisou   | Rep. Ceca     |
| 2003           | Forni Avoltri        | Italia        |
| 2004           | Osrblie              | Slovacchia    |
| 2005           | Muonio               | Finlandia     |
| Cross + Roller |                      |               |
| 2006           | Ufa                  | Russia        |
| 2007           | Otepää               | Estonia       |
| 2008           | Alta Moriana         | Francia       |
| 2009           | Oberhof              | Germania      |
| 2010           | Duszniki-Zdrój       | Polonia       |
| 2011           | Nové Město na Moravě | Rep. Ceca     |
| 2012           | Ufa                  | Russia        |
| 2013           | Forni Avoltri        | Italia        |
| Roller         |                      |               |
| 2014           | Tjumen'              | Russia        |
| 2015           | Fundata              | Romania       |
| 2016           | Otepää               | Estonia       |
| 2017           | Čajkovskij           | Russia        |
| 2018           | Nové Město           | Rep. Ceca     |
| 2019           | Minsk                | Bielorussia   |
| 2020           | Non disputati        | Non disputati |
| 2021           | Nové Město           | Rep. Ceca     |
| 2022           | Ruhpolding           | Germania      |
| 2023           | Brezno / Osrblie     | Slovacchia    |
| 2024           | Otepää               | Estonia       |